# Oktoih
Oktoih (crnogorski: Октоих) je prva crnogorska tiskana knjiga, također i prva tiskana ćirilična knjiga među Južnim Slavenima.
Oktoih (gr. oktoehos), crkvena je pravoslavna knjiga koja sadrži promljenjljive dijelove bogosluženja tijekom nedjeljnoga ciklusa za niz od osam nedjelja. 
Najstariji u povijesti tiskani Oktoih je onaj iz Crnojevića tiskare koji je uknjižen koncem 1493. na Cetinju (Obod) za doba crnogorskog vladara Đurađa Crnojevića.
Oktoih prvoglasnik iz Crnojevića tiskare je urađen dvobojno (crvena i crna), s inicijalima, ilustriran je, ima ornamente u tehnici ksenografije, s nadrednim znacima, ligaturama kao ukrasima, itd. - smatra se remek-djelom. Za to je majstorstvo tipografije zaslužan svećenik, jeromonah Makarije od Crne Gore (izvorno Makarie ot Črnie Gori). 
Broji Oktoih prvoglasnik 269 listova veličine 254 x 186 mm. Do danas je sačuvano 105 primjeraka.
U predgovoru Oktoiha prvoglasnika stoji (citat izvorno, crnogorski):
"Poveljenijem gospodina Đurđa Crnojevića, ja Hristu rab svještenik Makarije, rukodjelisah sije pri vaseosvještenom mitropolitu kir Vavili".
Iako je radila samo do konca 1496. godine, Crnojevića tiskara je izradila, pored Oktoiha prvoglasnika, također i druge crkvene knjige: Oktoih petoglasnik, Molitvenik (Trebnik ili Euhologij) i Četvorojevanđelje.

## Vanjske poveznice
- O Oktoihu prvoglasniku  Arhivirana inačica izvorne stranice od 18. rujna 2008. (Wayback Machine)
- Prijepisi tekstova Đurđa Crnojevića